# Megalobulimidae
Megalobulimidae é uma família de moluscos gastrópodes da ordem Stylommatophora. Contém um único gênero Megalobulimus.